# 越後堀之內站
越後堀之內站（日语：／ Echigo-Horinouchi eki */?）是位於新潟縣魚沼市堀之內3860號，東日本旅客鐵道（JR東日本）的上越線車站。

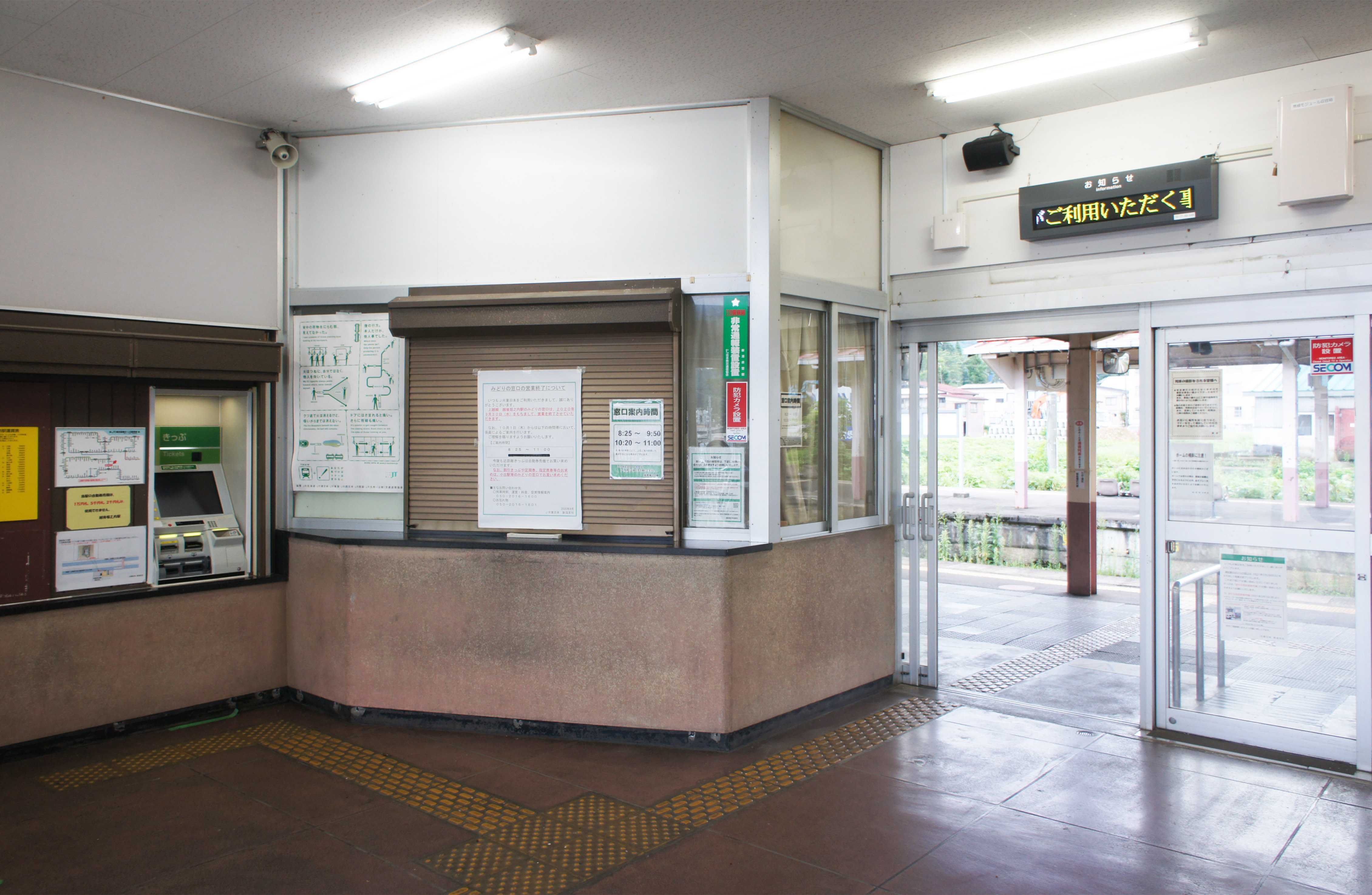
驗票口(2021年9月)

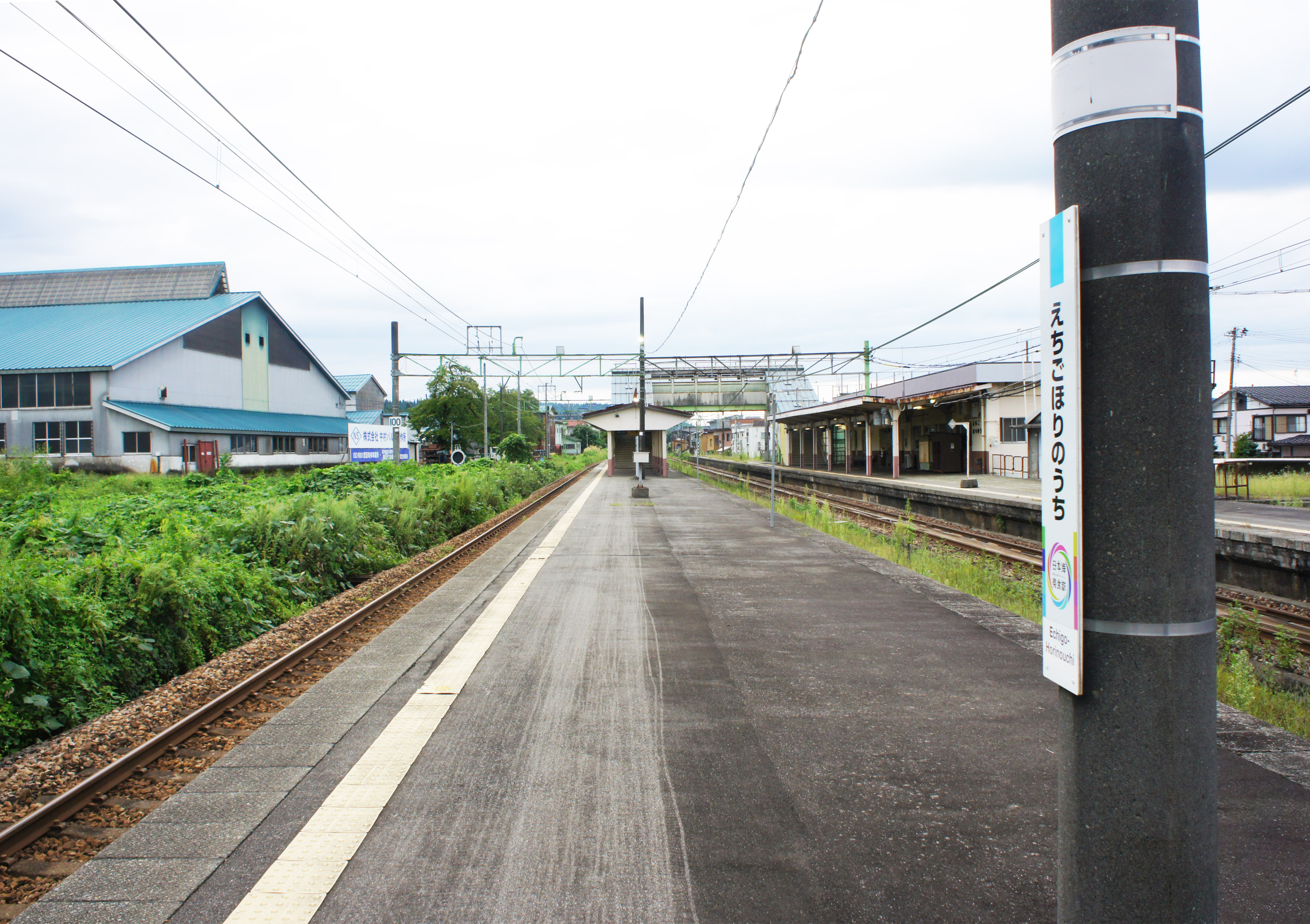
月台(2021年9月)

## 歷史
- 1922年（大正11年）8月1日：車站啟用[1][2]。
- 1968年（昭和43年）12月2日：現時的車站大樓[2]。
- 1984年（昭和59年）11月：車站變成只有單式月台[3]。
- 1985年（昭和60年）3月14日：結束行李起卸業務。
- 1987年（昭和62年）4月1日：伴隨國鐵分割民營化，車站由東日本旅客鐵道（JR東日本）營運。
- 2020年（令和2年）9月30日：當日起綠色窗口，結業[4]。

## 車站構造
本站是地面車站，設有2面2線的單式月台。兩月台之間設有跨線橋連接。車站後方設有閥門工場。曾經該工場設有貨物線連接此站。從側線可看到當時的遺址。
此站是由越後湯澤站管理的業務委託車站，委托JR新潟Busines負責車站業務。在車站大堂內設有有人檢票口和輕觸式自動售票機、自動販賣機。在檢票口內設有廁所。

### 月台
| 月台 | 路線    | 上下行 | 方向                     |
| ---- | ------- | ------ | ------------------------ |
| 1    | ■上越線 | 上行   | 小出、越後湯澤、水上方向 |
| 2    | ■上越線 | 下行   | 小千谷、長岡方向         |

參考

## 使用狀況
根據「JR東日本」的資料，在2019年度（令和元年度）1日平均乘車人次為346人。
以下為近年乘車人次變化列表：
| 乘車人次變化       | 乘車人次變化     | 乘車人次變化          |
| 年度               | 1日平均 乘車人次 | 參考資料              |
| ------------------ | ---------------- | --------------------- |
| 2000年（平成12年） | 777              | [ 利用客数 2 ]        |
| 2001年（平成13年） | 770              | [ 利用客数 3 ]        |
| 2002年（平成14年） | 710              | [ 利用客数 4 ]        |
| 2003年（平成15年） | 643              | [ 利用客数 5 ]        |
| 2004年（平成16年） | 457              | [ 利用客数 6 ]        |
| 2005年（平成17年） | 436              | [ 利用客数 7 ]        |
| 2006年（平成18年） | 447              | [ 利用客数 8 ]        |
| 2007年（平成19年） | 474              | [ 利用客数 9 ]        |
| 2008年（平成20年） | 462              | [ 利用客数 10 ]       |
| 2009年（平成21年） | 462              | [ 利用客数 11 ]       |
| 2010年（平成22年） | 458              | [ 利用客数 12 ]       |
| 2011年（平成23年） | 439              | [ 利用客数 13 ]       |
| 2012年（平成24年） | 412              | [ 利用客数 14 ]       |
| 2013年（平成25年） | 428              | [ 2 ] [ 利用客数 15 ] |
| 2014年（平成26年） | 416              | [ 利用客数 16 ]       |
| 2015年（平成27年） | 433              | [ 利用客数 17 ]       |
| 2016年（平成28年） | 462              | [ 利用客数 18 ]       |
| 2017年（平成29年） | 433              | [ 利用客数 19 ]       |
| 2018年（平成30年） | 389              | [ 利用客数 20 ]       |
| 2019年（令和元年） | 346              | [ 利用客数 1 ]        |

## 車站周邊
在車站北邊（車站正面）設有角沼市的教育設施和派出所等公共機構。在車站南邊（車站後方）設有縣立高校、保育園和工場。

## 巴士路線

包含此站在內的南越後觀光巴士路線圖

越後交通集團下的南越後觀光巴士設有巴士路線停靠附近巴士站。同時，站前是位於魚沼市預約型乘合的士範圍內。
- UK 小出＝川口＝小千谷線[8]
最近的巴士站是在車站西北的「堀之内站角」（UK13）。

## 相鄰車站
東日本旅客鐵道（JR東日本）
■上越線
小出－越後堀之內－北堀之內

## 注腳

### 使用狀況
1. 1 2  . 東日本旅客鐵道.   [2020-07-12]. （原始内容存档于2020-07-14） （日语）.
2. ↑  . 東日本旅客鐵道.   [2019-04-12]. （原始内容存档于2019-04-02） （日语）.
3. ↑  . 東日本旅客鐵道.   [2019-04-12]. （原始内容存档于2019-02-22） （日语）.
4. ↑  . 東日本旅客鐵道.   [2019-04-12]. （原始内容存档于2019-04-02） （日语）.
5. ↑  . 東日本旅客鐵道.   [2019-04-12]. （原始内容存档于2019-03-27） （日语）.
6. ↑  . 東日本旅客鐵道.   [2019-04-12]. （原始内容存档于2019-02-23） （日语）.
7. ↑  . 東日本旅客鐵道.   [2019-04-12]. （原始内容存档于2019-04-02） （日语）.
8. ↑  . 東日本旅客鐵道.   [2019-04-12]. （原始内容存档于2019-04-02） （日语）.
9. ↑  . 東日本旅客鐵道.   [2019-04-12]. （原始内容存档于2019-04-02） （日语）.
10. ↑  . 東日本旅客鐵道.   [2019-04-12]. （原始内容存档于2019-02-22） （日语）.
11. ↑  . 東日本旅客鐵道.   [2019-04-12]. （原始内容存档于2019-04-02） （日语）.
12. ↑  . 東日本旅客鐵道.   [2019-04-12]. （原始内容存档于2019-04-02） （日语）.
13. ↑  . 東日本旅客鐵道.   [2019-04-12]. （原始内容存档于2019-04-02） （日语）.
14. ↑  . 東日本旅客鐵道.   [2019-04-12]. （原始内容存档于2019-04-02） （日语）.
15. ↑  . 東日本旅客鐵道.   [2019-04-12]. （原始内容存档于2017-02-08） （日语）.
16. ↑  . 東日本旅客鐵道.   [2019-04-12]. （原始内容存档于2019-04-02） （日语）.
17. ↑  . 東日本旅客鐵道.   [2019-04-12]. （原始内容存档于2019-03-23） （日语）.
18. ↑  . 東日本旅客鐵道.   [2019-04-12]. （原始内容存档于2019-03-27） （日语）.
19. ↑  . 東日本旅客鐵道.   [2019-04-12]. （原始内容存档于2019-03-25） （日语）.
20. ↑  . 東日本旅客鐵道.   [2019-07-16]. （原始内容存档于2019-07-05） （日语）.

## 外部連結
- 車站資訊（越後堀之內）：東日本旅客鐵道（日語）